# Ecliptopera benigna
Ecliptopera benigna es una especie de polilla de la familia Geometridae. La especie fue descrita por primera vez por Louis Beethoven Prout en 1914 con distribución en la Isla de Taiwán. El holotipo de la especie fue descrita en el sector Alikang.